# Lissonota hildae
Lissonota hildae är en stekelart som först beskrevs av Gyorfi 1941.  Lissonota hildae ingår i släktet Lissonota och familjen brokparasitsteklar. Inga underarter finns listade i Catalogue of Life.